# Бои за Эс-Сухне
Бои за Эс-Сухне — сражение между правительственными войсками САР и террористами ИГ за город Эс-Сухне в провинции Хомс (Сирия) — крупный оплот ИГ в провинции, город, который является последним значимым форпостом ИГ по направлению к осаждённому Дайр-эз-Зауру.
В результате сражения САР установила контроль над Эс-Сухне и высотами вокруг города, а также открыла путь для правительственных сил в город Дейр-эз-Зор.

## Предпосылки
27 июля 2017 года, начались бои между правительственными войсками и боевиками ИГ за нефтеносное месторождение Шаер. После успешного захвата месторождения правительственные силы начали атаки на окрестные город высоты. Ко 2 августа правительственные силы были на расстоянии 700—800 метров от города Эс-Сухне.

## Бои 2—6 августа
В начале августа правительственные войска Сирии, при поддержке союзных сил, окружили город, но в город пока не вошли, бои идут на окраинах.
2 августа САА (Сирийская Арабская Армия) достигла первых зданий в городе, и продолжила бои в окрестностях города. Командование отметило, что планы по захвату города на данный момент перевыполнены.
3 августа правительственные войска захватили фермы к югу от города.
4 августа сирийская армия увязла в боях возле города. В 2 км от города погиб командир отряда Хезболлы в провинции Хомс. Возле подконтрольной правительству станции Наджанах взорвалась машина смертника ИГ.
5 августа прошли напряженные бои, в результате которых САА установила контроль над 3 фермами к западу от города, захватила западный и южный въезд в город, а также школу Сухна.
6 августа утром, молниеносным броском, правительственные войска захватили город.